# Phalaenopsis deliciosa
Phalaenopsis deliciosa (можливі українські назви:Фаленопсис деліціоза, або Фаленопсис делікатний) - епіфітна трав'яниста рослина  родини орхідних (Orchidaceae).
Відноситься до секції Deliciosae роду Phalaenopsis. Але деякі систематики вважають природнішим відносити цей вид до роду Kingidium.
Вид не має усталеної української назви, в україномовних джерелах використовується наукова назва  Phalaenopsis deliciosa.

## Синоніми
- Aerides latifolia  Thw. 1861
- Doritis hebe  [Rchb.f] Schlechter 1913
- Doritis latifolia  [Thw.] Trim 1885
- Doritis philippinensis  Ames 1908
- Doritis steffensii  Schlechter 1911
- Doritis wightii  [Rchb.f] Benth & J D Hook 1883
- Kingidium deliciosum  (Rchb. f.) H.R. Sweet 1970
- Kingidium deliciosum var bellum  Gruss & Röllke 1993
- Kingidium philippinenesis  [Ames] O. Gruss 1995
- Kingidium wightii  [Rchb.f] Gruss & Rolke 1995
- Kingiella hebe  [Rchb.f] Rolfe 1917
- Kingiella philippinensis  [Ames] Rolfe 1917
- Kingiella steffensii  [Schltr.] Rolfe 1917
- Phalaenopsis alboviolacea  Ridl. 1893
- Phalaenopsis amethystina  Rchb.f 1865
- Phalaenopsis bella  Teijsm. & Binn. 1862
- Phalaenopsis hebe  Rchb.f 1862
- Phalaenopsis hebe var amboinensis  J.J.Sm. 1917
- Phalaenopsis wightii  Rchb.f 1862

### Різновиди
Вид має одну визнану форму - Phalaenopsis deliciosa (O. Gruss & Roellke) Christenson 2001. 

Відрізняється жовтим забарвленням пелюсток. Зустрічається на північному сході Індії.
Цей різновид має декілька синонімів:
- Kingidium deliciosum   [Gross & Rolke] Christensen 2001
- Kingidium hookerianum   [Nichols] O. Gruss & Roellke 1994
- Kingidium hookerianum   O. Gruss & Roellke 1995

## Біологічний опис
Мініатюрний моноподіальний епіфіт.

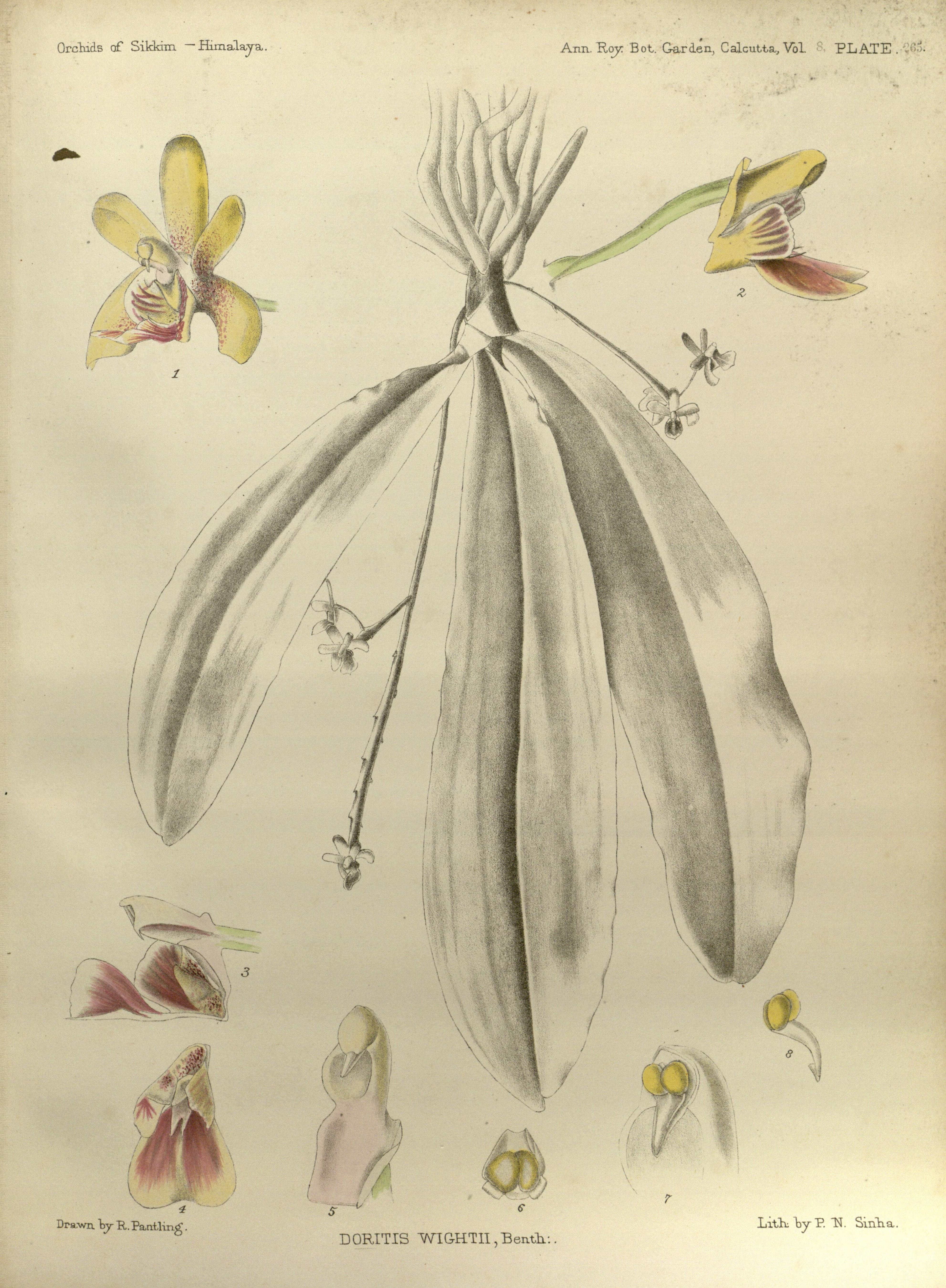
Phalaenopsis deliciosa
Ботанічна ілюстрація з книги «The Orchids of the Sikkim-Himalaya» G. King and R. Pantling. 1898

Стебло укорочене, повністю прихований основами 3-6 листків.
Листя довгасто-овальне з рифленими краями і злегка роздвоєними кінчиками. Завдовжки - до 15 см, шириною - до 5 см.
Квітконіс пониклий, розгалужений, несе більше 15-ти квіток, що послідовно розкриваються. 
Квіти щільної текстури, 1,5-2 см в діаметрі, загальний тон - білувато-рожевий. Губа 1,3 см завдовжки, рожева, трилопатева. Цвітіння на одному квітконосі може тривати 2-3 місяці.

## Ареал, екологічні особливості
Китай (Гімалаї), Індія (провінція Ассам), Бангладеш, Східні Гімалаї, Непал, Сіккім, Шрі-Ланка, М'янма, Таїланд, Малайзія, Лаос, Камбоджа, В'єтнам, Борнео, Ява, Молуккські острови, Філіппіни, Сулавесі, Суматра.
Росте у вологих лісах по берегах водних потоків на висоті до 600 метрів над рівнем моря.
Період цвітіння: літо - початок осені. Окремі рослини в деяких частинах ареалу можуть бути виявлені квітучими в будь-який час року.

## Історія
До роді Phalaenopsis зарахований недавно систематиком Еріком Є. Крістенсон.

## У культурі
Температурна група - помірна, тепла.
Відносна вологість повітря повітря - 60-80% увесь рік. Денні температури - 23-28°С, нічні - 18-20°С.
Найкраща посадка на блок. Між поверхнею блоку і корінням рослини влаштовують товсту прокладку з моху, занурюючи в неї коріння. Пересадка - у міру вимивання розклалася моху і в разі переростання блоку. Злежаний втративший свої властивості мох можна акуратно видалити і підлолжити новий не пересаджуючи рослину. Після пересадки рослину не поливають кілька днів.